# The Order
The Order (także Bruders Schweigen lub Silent Brotherhood) – nieaktywna już frakcja kościoła Aryan Nations, działająca w latach 80. na terenie stanu Idaho, nazwana przez FBI najlepiej zorganizowaną grupą terrorystyczną, jaka kiedykolwiek operowała na terenie Stanów Zjednoczonych.
The Order był prowadzony przez Roberta Jaya Mathewsa, amerykańskiego neonazistę i białego supremacjonistę. Jego poglądy opierały się głównie na Dziennikach Turnera, apokaliptycznej powieści o przyszłej wojnie ras w Ameryce Północnej. Fundamentalnym nakazem grupy była gwałtowna rewolta przeciwko rządowi Stanów Zjednoczonych (nazywanemu przez nich ZOG, od „Zionist Occupation Government”, czyli „Syjonistyczny Rząd Okupacyjny”) i całkowite zniszczenie czarnych i Żydów.
Mathews dokonał ze swoją grupą serii brutalnych przestępstw, łącznie z napadami na banki i zamachami bombowymi w teatrach i synagogach. The Order dokonywał też na szeroką skalę fałszerstw i przeprowadził serię napadów na furgonetki z pieniędzmi, rabując m.in. w Ukiah 3,8 mln dolarów.
Po wprowadzeniu informatorów w szeregi The Order, agenci FBI zdołali osaczyć Mathewsa w grudniu 1984 roku w chacie w Whidbey Island, gdzie po odmowie poddania się spłonął żywcem po wybuchu strzelaniny.
Dziesięciu członków grupy zostało skazanych 18 czerwca 1984 roku za zamordowanie Alana Berga, liberalnego dziennikarza radiowego żydowskiego pochodzenia. Morderstwo to i proces stały się kanwą sztuki Stevena Dietza God’s Country. Dzieje The Order stały się też inspiracją dla filmu Zdradzeni.

## Literatura
Jarosław Tomasiewicz: Terroryzm na tle przemocy politycznej (Zarys encyklopedyczny), Katowice 2000, s. 199.